# Eleições autárquicas portuguesas de 1979 no distrito de Aveiro
| Eleições autárquicas portuguesas de 1979 Distritos: Aveiro \| Beja \| Braga \| Bragança \| Castelo Branco \| Coimbra \| Évora \| Faro \| Guarda \| Leiria \| Lisboa \| Portalegre \| Porto \| Santarém \| Setúbal \| Viana do Castelo \| Vila Real \| Viseu \| Açores \| Madeira |

## Resultados por concelho
Os resultados nos concelhos do distrito de Aveiro foram os seguintes:

### Águeda
| Partido                 | Partido                   | Votos  | %               | +/-  | Vereadores | +/-     |
| ----------------------- | ------------------------- | ------ | --------------- | ---- | ---------- | ------- |
|                         | Partido Social Democrata  | 7 019  | 34,25 / 100,00  | 0,60 | 3 / 7      | Estável |
|                         | Centro Democrático Social | 6 003  | 29,29 / 100,00  | 2,71 | 2 / 7      | Estável |
|                         | Partido Socialista        | 5 280  | 25,76 / 100,00  | 2,86 | 2 / 7      | Estável |
|                         | Aliança Povo Unido        | 1 686  | 8,23 / 100,00   | 1,13 | 0 / 7      | Estável |
| Votos Inválidos         | Votos Inválidos           | 506    | 2,47 / 100,00   | 1,58 |            |         |
| Total                   | Total                     | 20 494 | 100,00 / 100,00 |      | 7 / 7      |         |
| Eleitorado/Participação | Eleitorado/Participação   | 29 542 | 69,37 / 100,00  | 7,76 |            |         |

### Albergaria-a-Velha
| Partido                 | Partido                   | Votos  | %               | +/-  | Vereadores | +/-     |
| ----------------------- | ------------------------- | ------ | --------------- | ---- | ---------- | ------- |
|                         | Partido Social Democrata  | 3 616  | 37,26 / 100,00  | 4,51 | 3 / 7      | Estável |
|                         | Centro Democrático Social | 3 304  | 34,04 / 100,00  | 2,19 | 2 / 7      | Estável |
|                         | Partido Socialista        | 2 159  | 22,25 / 100,00  | 5,94 | 2 / 7      | Estável |
|                         | Aliança Povo Unido        | 341    | 3,51 / 100,00   | 0,38 | 0 / 7      | Estável |
| Votos Inválidos         | Votos Inválidos           | 285    | 2,94 / 100,00   | 1,30 |            |         |
| Total                   | Total                     | 9 705  | 100,00 / 100,00 |      | 7 / 7      |         |
| Eleitorado/Participação | Eleitorado/Participação   | 14 362 | 67,57 / 100,00  | 5,72 |            |         |

### Anadia
| Partido                 | Partido                   | Votos  | %               | +/-   | Vereadores | +/-     |
| ----------------------- | ------------------------- | ------ | --------------- | ----- | ---------- | ------- |
|                         | Partido Social Democrata  | 8 751  | 57,97 / 100,00  | 12,74 | 5 / 7      | 1       |
|                         | Centro Democrático Social | 3 017  | 19,98 / 100,00  | 6,62  | 1 / 7      | 1       |
|                         | Partido Socialista        | 2 178  | 14,43 / 100,00  | 7,51  | 1 / 7      | Estável |
|                         | Aliança Povo Unido        | 733    | 4,86 / 100,00   | 1,87  | 0 / 7      | Estável |
| Votos Inválidos         | Votos Inválidos           | 418    | 2,77 / 100,00   | 0,47  |            |         |
| Total                   | Total                     | 15 097 | 100,00 / 100,00 |       | 7 / 7      |         |
| Eleitorado/Participação | Eleitorado/Participação   | 21 325 | 70,79 / 100,00  | 4,90  |            |         |

### Arouca
| Partido                 | Partido                   | Votos  | %               | +/-  | Vereadores | +/-     |
| ----------------------- | ------------------------- | ------ | --------------- | ---- | ---------- | ------- |
|                         | Partido Social Democrata  | 5 618  | 50,10 / 100,00  | 0,58 | 4 / 7      | Estável |
|                         | Centro Democrático Social | 3 359  | 29,96 / 100,00  | 2,42 | 2 / 7      | Estável |
|                         | Partido Socialista        | 1 197  | 10,68 / 100,00  | 0,63 | 1 / 7      | Estável |
|                         | Aliança Povo Unido        | 664    | 5,92 / 100,00   | 0,64 | 0 / 7      | Estável |
| Votos Inválidos         | Votos Inválidos           | 375    | 3,35 / 100,00   | 1,84 |            |         |
| Total                   | Total                     | 11 213 | 100,00 / 100,00 |      | 7 / 7      |         |
| Eleitorado/Participação | Eleitorado/Participação   | 15 454 | 72,56 / 100,00  | 7,34 |            |         |

### Aveiro
| Partido                 | Partido                   | Votos  | %               | +/-   | Vereadores | +/-     |
| ----------------------- | ------------------------- | ------ | --------------- | ----- | ---------- | ------- |
|                         | Centro Democrático Social | 19 302 | 65,17 / 100,00  | 27,65 | 5 / 7      | 2       |
|                         | Partido Social Democrata  | 3 600  | 12,15 / 100,00  | 12,07 | 1 / 7      | 1       |
|                         | Partido Socialista        | 3 410  | 11,51 / 100,00  | 13,35 | 1 / 7      | 1       |
|                         | Aliança Povo Unido        | 2 205  | 7,44 / 100,00   | 0,08  | 0 / 7      | Estável |
|                         | PCTP/MRPP                 | 243    | 0,82 / 100,00   | 0,55  | 0 / 7      | Estável |
| Votos Inválidos         | Votos Inválidos           | 860    | 2,90 / 100,00   | 1,02  |            |         |
| Total                   | Total                     | 29 620 | 100,00 / 100,00 |       | 7 / 7      |         |
| Eleitorado/Participação | Eleitorado/Participação   | 40 772 | 72,65 / 100,00  | 4,47  |            |         |

### Castelo de Paiva
| Partido                 | Partido                   | Votos  | %               | +/-   | Vereadores | +/-     |
| ----------------------- | ------------------------- | ------ | --------------- | ----- | ---------- | ------- |
|                         | Partido Social Democrata  | 3 304  | 44,01 / 100,00  | 1,07  | 4 / 7      | 2       |
|                         | Partido Socialista        | 2 235  | 29,77 / 100,00  | 1,62  | 2 / 7      | Estável |
|                         | Centro Democrático Social | 1 348  | 17,96 / 100,00  | 2,25  | 1 / 7      | Estável |
|                         | Aliança Povo Unido        | 337    | 4,49 / 100,00   | 0,54  | 0 / 7      | Estável |
|                         | União Democrática Popular | 142    | 1,89 / 100,00   | -     | 0 / 7      | -       |
| Votos Inválidos         | Votos Inválidos           | 141    | 1,89 / 100,00   | 1,97  |            |         |
| Total                   | Total                     | 7 507  | 100,00 / 100,00 |       | 7 / 7      | 2       |
| Eleitorado/Participação | Eleitorado/Participação   | 10 156 | 73,92 / 100,00  | 15,87 |            |         |

### Espinho
| Partido                 | Partido                   | Votos  | %               | +/-  | Vereadores | +/-     |
| ----------------------- | ------------------------- | ------ | --------------- | ---- | ---------- | ------- |
|                         | Aliança Democrática       | 7 993  | 47,10 / 100,00  | Novo | 3 / 7      | Novo    |
|                         | Partido Socialista        | 6 518  | 38,41 / 100,00  | 0,11 | 3 / 7      | Estável |
|                         | Aliança Povo Unido        | 2 035  | 11,99 / 100,00  | 1,80 | 1 / 7      | Estável |
|                         | União Democrática Popular | 119    | 0,70 / 100,00   | -    | 0 / 7      | -       |
| Votos Inválidos         | Votos Inválidos           | 304    | 1,79 / 100,00   | 1,11 |            |         |
| Total                   | Total                     | 16 969 | 100,00 / 100,00 |      | 7 / 7      |         |
| Eleitorado/Participação | Eleitorado/Participação   | 21 341 | 79,51 / 100,00  | 6,61 |            |         |

### Estarreja
| Partido                 | Partido                   | Votos  | %               | +/-   | Vereadores | +/-     |
| ----------------------- | ------------------------- | ------ | --------------- | ----- | ---------- | ------- |
|                         | Partido Social Democrata  | 6 687  | 51,78 / 100,00  | 15,47 | 4 / 7      | 1       |
|                         | Centro Democrático Social | 2 615  | 20,25 / 100,00  | 2,48  | 1 / 7      | Estável |
|                         | Partido Socialista        | 1 804  | 13,97 / 100,00  | 20,73 | 1 / 7      | 2       |
|                         | Aliança Povo Unido        | 1 385  | 10,72 / 100,00  | 3,77  | 1 / 7      | 1       |
| Votos Inválidos         | Votos Inválidos           | 424    | 3,28 / 100,00   | 0,98  |            |         |
| Total                   | Total                     | 12 915 | 100,00 / 100,00 |       | 7 / 7      |         |
| Eleitorado/Participação | Eleitorado/Participação   | 17 620 | 73,30 / 100,00  | 8,34  |            |         |

### Ílhavo
| Partido                 | Partido                   | Votos  | %               | +/-  | Vereadores | +/-     |
| ----------------------- | ------------------------- | ------ | --------------- | ---- | ---------- | ------- |
|                         | Partido Social Democrata  | 5 482  | 43,38 / 100,00  | 1,91 | 3 / 7      | Estável |
|                         | Centro Democrático Social | 2 773  | 21,94 / 100,00  | 0,78 | 2 / 7      | Estável |
|                         | Partido Socialista        | 2 659  | 21,04 / 100,00  | 6,80 | 1 / 7      | 1       |
|                         | Aliança Povo Unido        | 1 402  | 11,09 / 100,00  | 5,04 | 1 / 7      | 1       |
| Votos Inválidos         | Votos Inválidos           | 321    | 2,44 / 100,00   | 1,04 |            |         |
| Total                   | Total                     | 12 637 | 100,00 / 100,00 |      | 7 / 7      |         |
| Eleitorado/Participação | Eleitorado/Participação   | 20 048 | 63,03 / 100,00  | 0,68 |            |         |

### Mealhada
| Partido                 | Partido                 | Votos  | %               | +/-   | Vereadores | +/-  |
| ----------------------- | ----------------------- | ------ | --------------- | ----- | ---------- | ---- |
|                         | Aliança Democrática     | 3 983  | 45,53 / 100,00  | Novo  | 3 / 7      | Novo |
|                         | Partido Socialista      | 3 524  | 40,28 / 100,00  | 4,68  | 3 / 7      | 1    |
|                         | Aliança Povo Unido      | 1 040  | 11,89 / 100,00  | 4,64  | 1 / 7      | 1    |
| Votos Inválidos         | Votos Inválidos         | 202    | 2,31 / 100,00   | 2,12  |            |      |
| Total                   | Total                   | 8 749  | 100,00 / 100,00 |       | 7 / 7      |      |
| Eleitorado/Participação | Eleitorado/Participação | 13 205 | 66,26 / 100,00  | 11,62 |            |      |

### Murtosa
| Partido                 | Partido                   | Votos | %               | +/-   | Vereadores | +/-     |
| ----------------------- | ------------------------- | ----- | --------------- | ----- | ---------- | ------- |
|                         | Partido Social Democrata  | 3 112 | 65,36 / 100,00  | 8,35  | 4 / 5      | 1       |
|                         | Centro Democrático Social | 790   | 16,59 / 100,00  | 2,81  | 1 / 5      | Estável |
|                         | Partido Socialista        | 539   | 11,32 / 100,00  | 5,15  | 0 / 5      | 1       |
|                         | Aliança Povo Unido        | 149   | 3,13 / 100,00   | 0,93  | 0 / 5      | Estável |
| Votos Inválidos         | Votos Inválidos           | 171   | 3,60 / 100,00   | 0,83  |            |         |
| Total                   | Total                     | 4 761 | 100,00 / 100,00 |       | 5 / 5      |         |
| Eleitorado/Participação | Eleitorado/Participação   | 6 771 | 70,31 / 100,00  | 13,51 |            |         |

### Oliveira de Azeméis
| Partido                 | Partido                   | Votos  | %               | +/-  | Vereadores | +/-     |
| ----------------------- | ------------------------- | ------ | --------------- | ---- | ---------- | ------- |
|                         | Partido Social Democrata  | 11 174 | 40,52 / 100,00  | 2,95 | 3 / 7      | Estável |
|                         | Centro Democrático Social | 6 627  | 24,03 / 100,00  | 1,56 | 2 / 7      | Estável |
|                         | Partido Socialista        | 5 344  | 19,38 / 100,00  | 9,20 | 1 / 7      | 1       |
|                         | Aliança Povo Unido        | 3 679  | 13,34 / 100,00  | 6,29 | 1 / 7      | 1       |
| Votos Inválidos         | Votos Inválidos           | 754    | 2,74 / 100,00   | 1,58 |            |         |
| Total                   | Total                     | 27 578 | 100,00 / 100,00 |      | 7 / 7      |         |
| Eleitorado/Participação | Eleitorado/Participação   | 39 375 | 70,04 / 100,00  | 0,25 |            |         |

### Oliveira do Bairro
| Partido                 | Partido                   | Votos  | %               | +/-   | Vereadores | +/-     |
| ----------------------- | ------------------------- | ------ | --------------- | ----- | ---------- | ------- |
|                         | Partido Social Democrata  | 5 234  | 56,90 / 100,00  | 13,93 | 5 / 7      | 2       |
|                         | Centro Democrático Social | 2 613  | 28,41 / 100,00  | 9,87  | 2 / 7      | 1       |
|                         | Partido Socialista        | 858    | 9,33 / 100,00   | 4,43  | 0 / 7      | 1       |
|                         | Aliança Povo Unido        | 228    | 2,48 / 100,00   | 0,47  | 0 / 7      | Estável |
| Votos Inválidos         | Votos Inválidos           | 266    | 2,89 / 100,00   | 0,08  |            |         |
| Total                   | Total                     | 9 199  | 100,00 / 100,00 |       | 7 / 7      |         |
| Eleitorado/Participação | Eleitorado/Participação   | 12 320 | 74,67 / 100,00  | 4,45  |            |         |

### Ovar
| Partido                 | Partido                   | Votos  | %               | +/-  | Vereadores | +/-     |
| ----------------------- | ------------------------- | ------ | --------------- | ---- | ---------- | ------- |
|                         | Partido Social Democrata  | 8 196  | 43,23 / 100,00  | 7,68 | 3 / 7      | Estável |
|                         | Partido Socialista        | 4 798  | 25,31 / 100,00  | 7,82 | 2 / 7      | Estável |
|                         | Aliança Povo Unido        | 2 488  | 13,12 / 100,00  | 1,61 | 1 / 7      | Estável |
|                         | Centro Democrático Social | 2 303  | 12,15 / 100,00  | 0,66 | 1 / 7      | Estável |
|                         | União Democrática Popular | 555    | 2,93 / 100,00   | -    | 0 / 7      | -       |
| Votos Inválidos         | Votos Inválidos           | 587    | 3,26 / 100,00   | 0,80 |            |         |
| Total                   | Total                     | 18 957 | 100,00 / 100,00 |      | 7 / 7      |         |
| Eleitorado/Participação | Eleitorado/Participação   | 27 772 | 68,26 / 100,00  | 6,74 |            |         |

### São João da Madeira
| Partido                 | Partido                   | Votos  | %               | +/-   | Vereadores | +/-     |
| ----------------------- | ------------------------- | ------ | --------------- | ----- | ---------- | ------- |
|                         | Aliança Democrática       | 5 040  | 59,86 / 100,00  | Novo  | 5 / 7      | Novo    |
|                         | Partido Socialista        | 2 156  | 25,61 / 100,00  | 14,95 | 2 / 7      | 2       |
|                         | Aliança Povo Unido        | 959    | 11,39 / 100,00  | 4,45  | 0 / 7      | Estável |
|                         | União Democrática Popular | 1 686  | 1,13 / 100,00   | -     | 0 / 7      | -       |
| Votos Inválidos         | Votos Inválidos           | 170    | 2,02 / 100,00   | 0,30  |            |         |
| Total                   | Total                     | 8 420  | 100,00 / 100,00 |       | 7 / 7      |         |
| Eleitorado/Participação | Eleitorado/Participação   | 11 442 | 73,59 / 100,00  | 3,14  |            |         |

### Sever do Vouga
| Partido                 | Partido                  | Votos | %               | +/-   | Vereadores | +/-     |
| ----------------------- | ------------------------ | ----- | --------------- | ----- | ---------- | ------- |
|                         | Partido Social Democrata | 5 085 | 72,03 / 100,00  | 26,77 | 5 / 5      | 2       |
|                         | Aliança Povo Unido       | 1 001 | 14,18 / 100,00  | 9,99  | 0 / 5      | Estável |
|                         | Partido Socialista       | 778   | 11,02 / 100,00  | 2,66  | 0 / 5      | Estável |
| Votos Inválidos         | Votos Inválidos          | 196   | 2,78 / 100,00   | 0,89  |            |         |
| Total                   | Total                    | 7 060 | 100,00 / 100,00 |       | 5 / 5      |         |
| Eleitorado/Participação | Eleitorado/Participação  | 9 366 | 75,38 / 100,00  | 4,99  |            |         |

### Vagos
| Partido                 | Partido                   | Votos  | %               | +/-  | Vereadores | +/-     |
| ----------------------- | ------------------------- | ------ | --------------- | ---- | ---------- | ------- |
|                         | Centro Democrático Social | 5 279  | 57,69 / 100,00  | 5,71 | 5 / 7      | 1       |
|                         | Partido Social Democrata  | 2 833  | 30,96 / 100,00  | 1,96 | 2 / 7      | Estável |
|                         | Partido Socialista        | 639    | 6,98 / 100,00   | 5,20 | 0 / 7      | 1       |
|                         | Aliança Povo Unido        | 152    | 1,66 / 100,00   | 1,76 | 0 / 7      | Estável |
| Votos Inválidos         | Votos Inválidos           | 248    | 2,71 / 100,00   | 0,72 |            |         |
| Total                   | Total                     | 9 151  | 100,00 / 100,00 |      | 7 / 7      |         |
| Eleitorado/Participação | Eleitorado/Participação   | 12 260 | 74,64 / 100,00  | 4,89 |            |         |

### Vale de Cambra
| Partido                 | Partido                   | Votos  | %               | +/-   | Vereadores | +/-     |
| ----------------------- | ------------------------- | ------ | --------------- | ----- | ---------- | ------- |
|                         | Partido Social Democrata  | 8 237  | 62,41 / 100,00  | 29,52 | 5 / 7      | 2       |
|                         | Centro Democrático Social | 3 774  | 28,60 / 100,00  | 9,89  | 2 / 7      | 1       |
|                         | Partido Socialista        | 427    | 3,24 / 100,00   | 14,72 | 0 / 7      | 1       |
|                         | Aliança Povo Unido        | 379    | 2,87 / 100,00   | 3,45  | 0 / 7      | Estável |
| Votos Inválidos         | Votos Inválidos           | 381    | 2,88 / 100,00   | 1,45  |            |         |
| Total                   | Total                     | 13 198 | 100,00 / 100,00 |       | 7 / 7      |         |
| Eleitorado/Participação | Eleitorado/Participação   | 15 843 | 83,30 / 100,00  | 10,39 |            |         |

### Vila da Feira
| Partido                 | Partido                   | Votos  | %               | +/-   | Vereadores | +/-     |
| ----------------------- | ------------------------- | ------ | --------------- | ----- | ---------- | ------- |
|                         | Partido Social Democrata  | 25 039 | 50,24 / 100,00  | 11,30 | 5 / 9      | 1       |
|                         | Partido Socialista        | 17 477 | 35,07 / 100,00  | 2,04  | 3 / 9      | 1       |
|                         | Aliança Povo Unido        | 5 236  | 10,51 / 100,00  | 4,48  | 1 / 9      | 1       |
|                         | União Democrática Popular | 458    | 0,92 / 100,00   | -     | 0 / 9      | -       |
|                         | PCTP/MRPP                 | 316    | 0,63 / 100,00   | 0,97  | 0 / 9      | Estável |
| Votos Inválidos         | Votos Inválidos           | 1 315  | 2,63 / 100,00   | 1,16  |            |         |
| Total                   | Total                     | 49 841 | 100,00 / 100,00 |       | 9 / 9      |         |
| Eleitorado/Participação | Eleitorado/Participação   | 65 900 | 75,63 / 100,00  | 6,37  |            |         |